# Einsteinturm

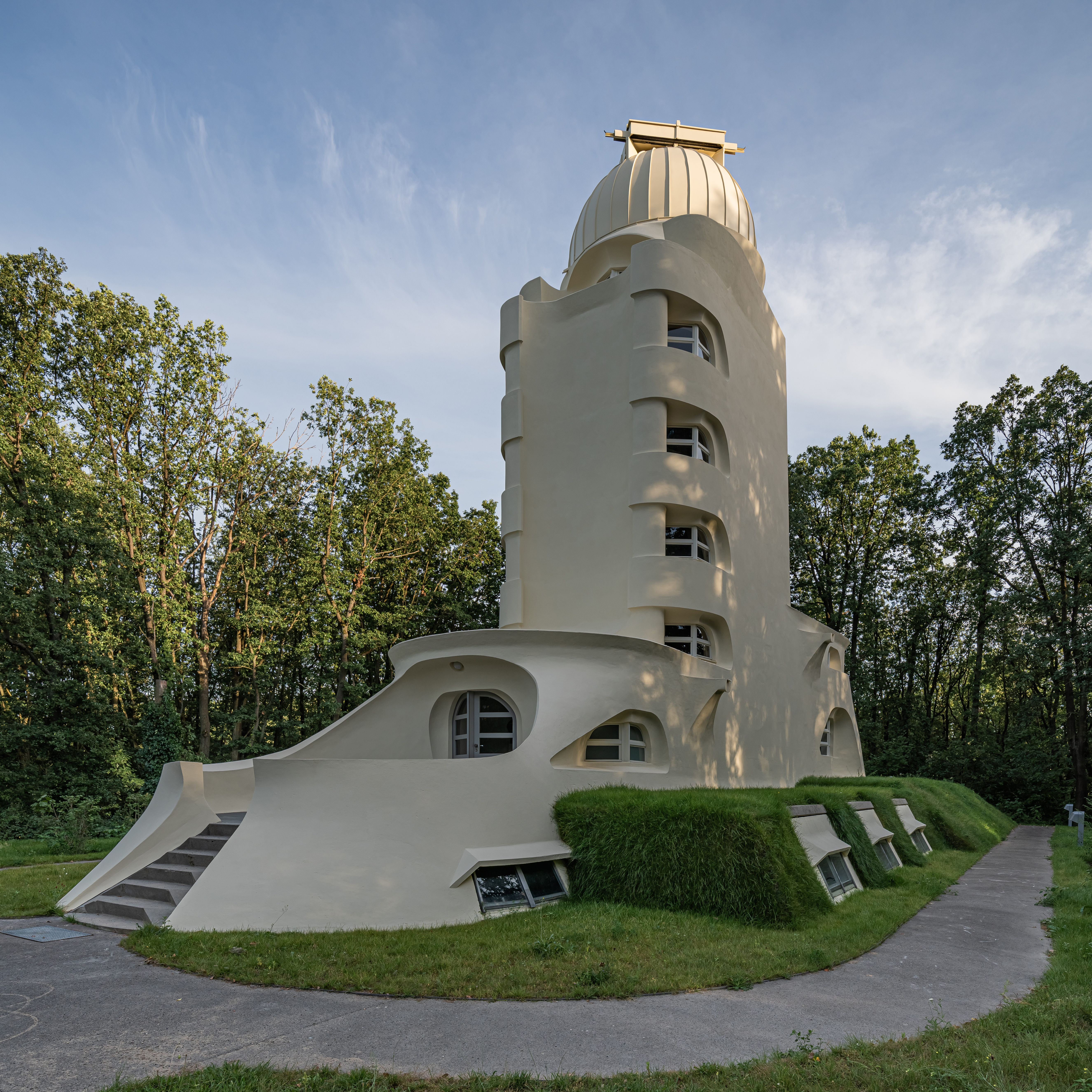
Einsteinturm

Einsteinturm är ett observatorium i Potsdam utanför Berlin, uppkallat efter Albert Einstein. Ritat av arkitekten Erich Mendelsohn och färdigställt 1921. Einsteinturm var på sin tid en revolutionerande konstruktion, och brukar räknas till expressionismens främsta byggnadsverk. Som astrofysiskt laboratorium har det egentligen aldrig haft någon större betydelse.

## Byggnaden

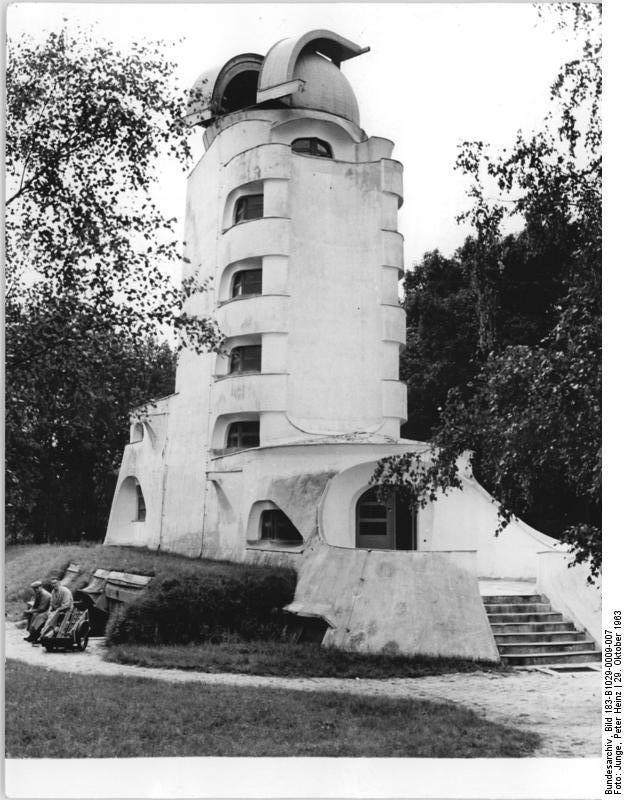
Einsteinturm 1963

### Idé och genomförande
När Einstein mellan 1911 och 1915 arbetade på sin allmänna relativitetsteori uppmanade han den astronomiska forskarvärlden att kontrollera hans förutsägelser experimentellt. En av de första forskare som tog sin an uppgiften var astrofysikern Erwin Finlay-Freundlich. Han var verksam vid observatoriet i Babelsberg i Potsdam utanför Berlin och hade lärt känna Einstein 1911. Finlay-Freundlich började 1917 skissa på ett nytt observatorium som var särskilt anpassat för de speciella krav som ställdes, efter kontakter med Einstein.
Finlay-Freundlich hade personliga kontakter med arkitekten Erich Mendelsohn, som intresserade sig för nya arkitektoniska uttrycksformer baserade på modern byggnadsteknik som stål och armerad betong. De nya "elastiska" materialen skulle användas för att skapa en helt ny sorts byggnadskonst, som skulle "skilja sig från allt vi tidigare kommit i kontakt med". Redan som soldat under första världskriget hade Mendelsohn gjort ett flertal små skisser enligt denna nya arkitektur, som han nu fick möjlighet att förverkliga.
Den nyskapande arkitekturen till trots var byggnadens huvudsakliga funktion vetenskaplig. Det vertikala teleskopet skulle vila på ett eget fundament, vilket innebar att den omgivande huskroppen enbart skulle fungera som ett skyddsskal. Arkitekten fick alltså ovanligt stor frihet i utformandet av byggnaden, vilket också utnyttjades. De första konkreta ritningarna var klara 1919 och själva byggnaden stod klar 1922, även om mycket av den tekniska apparaturen då inte fanns på plats.
Den tyska ekonomin var mycket ansträngd under åren efter första världskriget, och det var mycket tack vare Einsteins personliga popularitet och världsrykte som projektet kunde färdigställas med hjälp av insamlingar och bidrag från vetenskapssamfund. Efter två års tekniska installationsarbeten kunde tornet ingivas officiellt den 6 december 1924. Einstein satt själv med i det första seminariet som hölls i observatoriets konferensrum. Det folkliga smeknamnet ”Einsteinturm” blev accepterat redan året därpå.

### Byggtekniska problem
Einsteinturm hade projekterats i armerad betong, en metod som vid den tiden var en ny och outvecklad teknik. Betongens kvalitet var undermålig jämfört med dagens, och man hade mycket liten erfarenhet av att bygga gjutformar för de välvda former som arkitekten tänkt sig. Man tvingades därför att uppföra byggnaden i flera olika byggtekniker. Armerad betong användes till kupolkransen, terrassen och trappan. Själva tornet är byggt i tegel, liksom sidobyggnaden. Hela konstruktionen belades med finkorning, ljust ockrafärgad puts för att ge ett homogent intryck.
Problemen vid konstruktionen var början till en lång historia av skador och reparationer. Redan efter fem år blev man tvungen att åtgärda ett flertal defekter, bland annat fuktskador, sprickor och rostangrepp. På flera ställen monterades skyddsplåtar, vilket avsevärt förändrade byggnadens arkitektoniska intryck. Ett svampangrepp medförde en totalrenovering av den stora prismaspektrografen 1937. En andra större renovering genomfördes 1940–41. I slutet av andra världskriget detonerade en bomb i närheten av tornet, vilket förstörde ett flertal byggnadsdetaljer. Tornet återuppbyggdes 1950 och renoverades 1958, 1964, 1974–78 och 1984.
I början av 1990-talet var tornet i så dåligt skick att dess existens var hotad. Efter omfattande undersökningar och analyser av skadorna följde en andra totalsanering mellan 1997 och 1999, där man även så långt som möjligt försökte återställa tornet i ursprungligt skick. Renoveringskostnaden uppgick till omkring 3 miljoner euro, och delades mellan en privat forskningsstiftelse och ägaren Potsdams astrofysiska institut AIP. Inför framtiden har en åtgärdsplan upprättats, med regelbundna kontroller och renoveringar.